# Хармандир-Сахиб
Хармандир-Сахиб (в.-пандж. ਹਰਿਮੰਦਰ ਸਾਹਿਬ) (Дарбарасахиб (в.-пандж. ਦਰਬਾਰ ਸਾਹਿਬ) или Золотой храм (в.-пандж. ਹਰਿਮੰਦਰ ਸਾਹਿਬ)) — главная гурдвара (храм) сикхской религии в городе Амритсар (Пенджаб, Индия).

## Общее описание
Хармандир-Сахиб — центральная часть комплекса зданий, образующих главную святыню сикхизма. Храм находится на маленьком островке в середине искусственного водоёма, известного как Амрита-сарас — «Озеро амриты» (нектара бессмертия); от этого названия берёт начало имя города Амритсар. Остров соединён с берегом водоёма на западе мраморным мостиком, у входа на который располагается Акал-Тахт («Трон Вневременного») — главный из духовных центров сикхизма и штаб-квартира партии «Широмани Акали Дал», ведущей сикхской политической партии в Пенджабе. На северной стороне водоёма расположен главный вход в комплекс и зал Теджа Сингх Самундри, известный также как Часовая башня. В этом здании располагается Высший совет управления гурдварами. На восточной стороне Амрита-сарас, среди прочих зданий, находятся Зал собраний и лангар гуру Рама Даса — большая столовая, обслуживающая ежедневно до ста тысяч паломников.
Архитектура гурдвары в её текущей версии представляет собой синтез мусульманской архитектуры Великих Моголов и раджпутской индуистской архитектуры. Квадратное в горизонтальном сечении здание имеет четыре входа и два уровня, над которыми поднимается рифлёный купол из позолоченного металла. На каждом углу располагается башенка-киоск, также покрытая рифлёным куполом, и ещё ряд небольших куполов схожего дизайна украшают парапет. Первый уровень сконструирован в форме галереи, и таким образом центральная часть храма занимает в высоту оба этажа. Основной строительный материал — декоративные кирпичики (обожжённые плитки) Нанакшахи и известковый бетон. Одно из своих популярных названий — Золотой храм — здание получило благодаря тому, что его верхний уровень облицован позолоченными медными плитками. Нижний этаж снаружи облицован мрамором, инкрустированным драгоценными камнями, а внутри стены украшены фресками, зеркалами и декоративными элементами, покрытыми сусальным золотом. Среди декоративных элементов, как в виде росписей, так и чеканенных в металле, широко представлен цветочный мотив. Богатое убранство храм получил в первой половине XIX века в годы правления махараджи Ранджита Сингха — основателя сикхского государства.

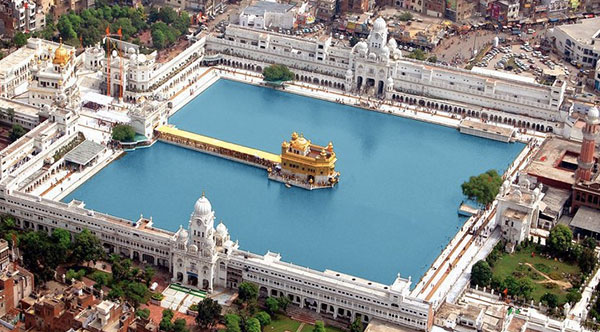
Общий вид храмового комплекса

Вокруг храма проходит парикрама — круговая дорожка для ритуального обхода паломниками. Мраморный мостик, соединяющий остров, на котором расположена гурдвара, ограничен решётчатыми балюстрадами с многочисленными фонарными столбами. Фонари на них выполнены из позолоченной меди. Священный водоём окружает ещё одна парикрама, вдоль которой располагаются бунги — жилые помещения, которые отдельные деревни и мисали (объединения сикхских кланов) возводили для паломников. Многие архитектурные детали центрального храма повторяются в окружающих зданиях комплекса.
Хармандир-Сахиб открыт для посетителей любого пола, касты и вероисповедания при условии, что перед входом они разуются, покроют голову и омоют руки и ноги. На протяжении дня, с раннего утра до позднего вечера, в Хармандир-Сахибе непрерывно идёт служба — пение сикхских религиозных гимнов-гурбани. Служба начинается, когда открываются двери Акал-Тахта, где по ночам хранится книга «Ади Грантх» — главный священный текст сикхизма. После начала службы книгу переносят в святая святых — главный зал Хармандир-Сахиба, где она размещается текстом в сторону входа со стороны моста. С завершением службы книгу вечером возвращают в Акал-Тахт. В обрядовую часть паломничества входят омовение в водах озера и обход вокруг храма, а также участие в лангаре — общей трапезе, где все едящие сидят на полу без соблюдения деления на религии, расы и касты.

## История
Идея создания духовного центра, куда могли бы совершать паломничество приверженцы сикхизма, по-видимому, принадлежала третьему гуру сикхизма Амару Дасу. Он посчитал правильным, что такой центр будет создан не в Гоиндвале, где должны были остаться его дети, а в новом месте, где будет расположена резиденция его зятя и преемника Рама Даса. Рам Дас избрал для строительства святыни низину между деревнями Султанвинд, Тунг, Гумтала и Гилвали, входящими в паргану (округ) Чабал. Расположенный в этой низине пруд Амрита-сарас располагался на пути караванов, направляющихся к северо-западной границе с Афганистаном, и издавна обладал особым статусом у верующих, однако к моменту переноса туда резиденции гуру его репутация была в основном забыта. Было решено не только возвести на этом водоёме новую гурдвару, но и начать развитие его окрестностей в виде нового города, получившего название Амритсар в честь пруда.
Краеугольный камень будущей святыни заложил Хазрат Миян Мир, суфийский святой из Лахора. Строительство храма продолжалось с 1588 по 1604 год и совпало по времени с созданием священного текста сикхов «Ади Грантх» — свода учений разных гуру — по распоряжению пятого гуру Арджана Дэва. Церемония помещения священной книги в храм состоялась в августе 1604 года. Первым главным жрецом новой гурдвары стал Баба Будда, современник первого сикхского гуру Нанака.
В первые десятилетия после постройки гурдвару неоднократно разрушали мусульманские могольские и афганские правители, отрицательно относившиеся к сикхизму. В частности, утверждается, что только дурранийский правитель Ахмад-шах Абдали разрушал её семь раз — в последний раз в 1764 году. Современная версия была построена в 1776 году. Во второй половине 1890-х годов по инициативе властей Британской Индии храмовый комплекс был электрифицирован.

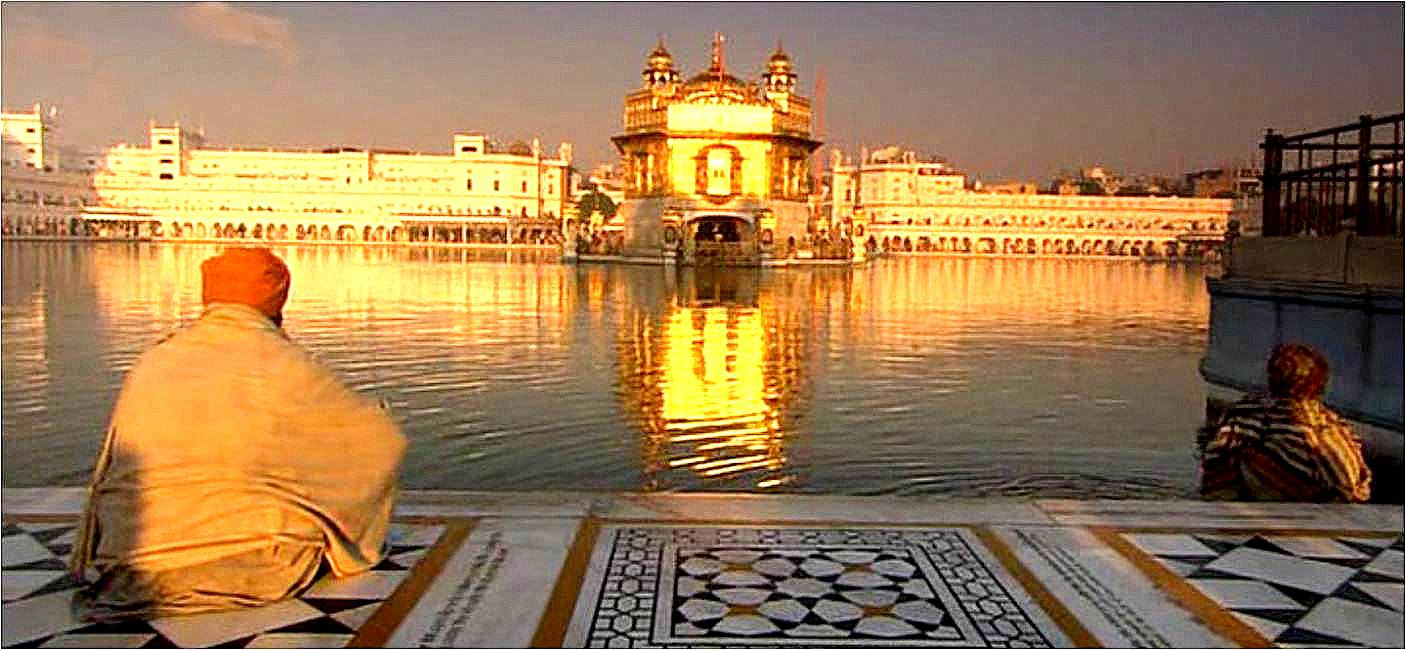
Сикхский паломник на фоне Золотого храма

В 1984 году во время военной операции индийской армии против сикхских боевиков, засевших в Акал-Тахте, погибло 492 мирных жителя, а сам храм сильно пострадал (правда, вскоре был отреставрирован). В отместку за эту операцию сикхскими экстремистами в том же году была убита премьер-министр Индира Ганди. После убийства индийские власти конфисковали рукописи библиотеки при гурдваре, а её здание подожгли. В последующие годы Акал-Тахт был отремонтирован, а на территории храмового комплекса возведён мемориал в память о погибших.